# Atiusalangan
Atiusalangan (Aerodramus sawtelli) är en fågel i familjen seglare.

## Utseende och läten
Atiusalanganen är en liten (10 cm) och mörk salangan. Fjäderdräkten är sotbrun, undertill något ljusare. Stjärten är tvärt avskuren. Vassa tjirpande ljud hörs under födosök, i grottor ekolokaliserande klickande ljud.

## Utbredning och systematik
Fågeln finns enbart på ön Atiu i södra Cooköarna. Vissa betraktar den som underart till tahitisalangan (Aerodramus leucophaeus).

## Status
Atiusalanganens bestånd är stabilt, men mycket litet (340–400 vuxna individer) och är under häckning begränsad till endast två grottor. Internationella naturvårdsdunionen IUCN kategoriserar den därför som sårbar.